# Episodi di Tru Calling (seconda stagione)
La seconda stagione della serie televisiva Tru Calling è andata in onda negli Stati Uniti dal 31 marzo 2005 al 21 aprile 2005 sul canale Fox; l'ultimo episodio è andato in onda il 21 gennaio 2008.
In Italia è andata in onda dal 9 settembre 2005 al 23 settembre 2005 su Italia 1.
| nº | Titolo originale                     | Titolo italiano          | Prima TV USA    | Prima TV Italia   |
| -- | ------------------------------------ | ------------------------ | --------------- | ----------------- |
| 1  | Perfect Storm                        | Al centro della tempesta | 31 marzo 2005   | 9 settembre 2005  |
| 2  | Grace                                | Doppia regressione       | 31 marzo 2005   | 9 settembre 2005  |
| 3  | In the Dark                          | Oscurità                 | 7 aprile 2005   | 16 settembre 2005 |
| 4  | Last Good Day                        | L'ultima buona giornata  | 14 aprile 2005  | 16 settembre 2005 |
| 5  | Enough                               | Contro ogni regola       | 21 aprile 2005  | 23 settembre 2005 |
| 6  | Twas Night Before Christmas... Again | La vigilia di Natale     | 21 gennaio 2008 | 23 settembre 2005 |

## Al centro della tempesta
- Titolo originale: Perfect Storm
- Diretto da: Michael Katleman
- Scritto da: Jon Harmon Feldman

### Trama
La richiesta di aiuto proveniente da un cadavere di un agente portuale fa ricominciare da capo sia la giornata di Tru, che vuole evitare la disgrazia, ma anche quella di Jack, che invece vuole che il destino faccia il suo corso. Nel frattempo Richard, il padre di Tru e di Harrison, offre un posto di lavoro allo stesso Harrison. Le intenzioni di Richard non sono per niente buone in quanto vuole sfruttare il figlio per aiutare Jack.
- Guest star: Cotter Smith (Richard Davies), Liz Vassey (dott. Carrie Allen), Carly Pope (Kate Wilson), Ty Olsson (Matt), Greg Anderson (Professor Seidel), Adrian Holmes (Victor).
- Ascolti USA: telespettatori 5 570 000[1]

## Doppia regressione
- Titolo originale: Grace
- Diretto da: Dan Lerner
- Scritto da: Doris Egan

### Trama
La giornata di Tru ricomincia in seguito alla richiesta di aiuto pervenuta dal cadavere di uno psichiatra. In seguito ad un piano organizzato da Jack, la ragazza finisce per essere accusata della morte dello psichiatra. Un'altra morte permette a Tru di rivivere nuovamente la giornata: la ragazza ne approfitta per evitare di finire nei guai.
- Guest star: Cotter Smith (Richard Davies), Liz Vassey (dott. Carrie Allen), Eric Christian Olsen (Jensen Ritchie), Lizzy Caplan (Avery Bishop), Parry Shen (Tyler Li), Jana Mitsoula (Detective Gomez), Erick Avari (dott. Thomas Burell), Greg Anderson (Professor Seidel), Dominic Zamprogna (Donald Stuart Mitchell).
- Ascolti USA: telespettatori 4 260 000[1]

## Oscurità
- Titolo originale: In the Dark
- Diretto da: Rick Rosenthal
- Scritto da: Jane Espenson

### Trama
Per il compleanno di Tru viene organizzata una festa a sorpresa nell'obitorio. Nell'oscurità provocata da un improvviso black out, Tru sente una richiesta di aiuto, ma non riesce ad identificare da chi proviene la richiesta. La vittima potrebbe essere uno qualunque dei suoi amici presenti alla festa. L'intervento di Jack, che tenta di depistare Tru, complica la situazione.
- Guest star: Liz Vassey (dott. Carrie Allen), Eric Christian Olsen (Jensen Ritchie), Lizzy Caplan (Avery Bishop), Parry Shen (Tyler Li).
- Ascolti USA: telespettatori 3 960 000[2]

## L'ultima buona giornata
- Titolo originale: Last Good Day
- Diretto da: Michael Katleman
- Scritto da: Richard Hatem

### Trama
Jack si trova nelle vicinanze quando una ragazza di nome Megan si suicida e questa volta è lui a ricevere la richiesta di aiuto. La sua giornata ricomincia così da capo insieme a quella di Tru. A differenza delle altre volte, però, Tru viene investita da una serie di immagini e di informazioni riguardanti la ragazza e la sua morte. In questo modo Tru capisce come Jack riusciva sempre ad anticipare le sue mosse. Ma questa volta Jack si lascia coinvolgere un po' troppo dal caso.
Jack, infatti, si presenta a Megan e la invita a colazione; lei accetta perché è molto interessata a lui, interesse che aveva mostrato già dal primo giorno anche se quella volta Jack l'aveva rifiutata con la scusa di dover lavorare. Tru trova strano che Jack e Megan stiano parlando e passeggiando insieme, quindi si avvicina a Jack che le spiega l'accaduto. Per capire il motivo del suicidio di Megan, Tru va a casa della sorella di lei, Wendy e parlandole, scopre della leucemia di Megan. In seguito Tru si reca con Jensen a un concerto jazz in un locale dove si trovano anche Jack e Megan. La ragazza dice a Jack e Tru che vuole suicidarsi, facendo apparire la sua morte come un incidente in modo che l'assicurazione faccia avere 100 000 dollari alla sorella. Tru però la rassicura e le promette di farle avere comunque quel denaro a condizione che lei non tenti il suicidio. Nel frattempo, Jack comincia a provare qualcosa per Megan. Dopo che Tru manda a Wendy il denaro vinto ad una scommessa, Megan è talmente felice che promette a Jack di non provare mai a togliersi la vita per vivere altri giorni felici come questo; poi i due si baciano. Jack allora chiama Richard dicendo che non ce la fa a compiere il suo lavoro, ma Richard insiste e chiude la chiamata; Tru sorveglia ancora la situazione tra Jack e Megan che vanno sulla torre da cui Megan, nel primo giorno, era precipitata. Appena si trovano sulla torre, Jack, per sbaglio, fa volare via la lista delle cose da fare prima di morire di Megan. La ragazza cerca così di prendere la lista, ma si sporge troppo, perde l'equilibrio e rischia di cadere. Allora Jack afferra le mani di Megan e tenta di tenerla, mentre Tru corre in loro aiuto. In quel momento a Jack risuonano in testa le parole di Richard ed è più forte di lui l'istinto di lasciare le mani di Megan che, nel frattempo, implorava il suo aiuto. Dopo la caduta e la morte di Megan, Jack è sconvolto e incrocia Tru che gli dice: " Avrei preferito che precipitassi tu al posto di Megan" e lui, con occhi lucidi, risponde: "Anch'io l'avrei voluto tanto!".
- Guest star: Cotter Smith (Richard Davies), Liz Vassey (dott. Carrie Allen), Eric Christian Olsen (Jensen Ritchie), Maggie Lawson (Megan Roberts).
- Ascolti USA: telespettatori 4 260 000[3]

## Contro ogni regola
- Titolo originale: Enough
- Diretto da: Guy Norman Bee
- Scritto da: Robert Doherty

### Trama
Tru sta iniziando a frequentare un nuovo ragazzo. Quando questi viene ucciso, Tru si precipita sperando di ricevere la sua richiesta di aiuto, cosa che però non succede. Per sua fortuna, più tardi è il cadavere di un detenuto che invoca il suo aiuto. Tru deve ingegnarsi per salvare due vite, una delle due è molto importante per lei. Resta da capire se saranno conseguenze per il fatto che il suo ragazzo, in realtà, non ha mai richiesto il suo aiuto.
- Guest star: Liz Vassey (dott. Carrie Allen), Eric Christian Olsen (Jensen Ritchie), Lizzy Caplan (Avery Bishop), William Sadler (Travis), Nancy Sorel (Barbara).
- Ascolti USA: telespettatori 4 210 000[4]

## La vigilia di Natale
- Titolo originale: Twas Night Before Christmas... Again
- Diretto da: Jesús Salvador Treviño
- Scritto da: Zack Estrin

### Trama
Harrison scopre il legame segreto tra il proprio padre, Richard, e Jack. La richiesta di aiuto proveniente da una donna morta sei mesi prima impedisce però a Harrison di dire in tempo a Tru la verità, e costringe Tru e Jack a collaborare per indagare sulla sua morte. Il riavvio della giornata permette però a Richard di depistare Harrison. In segno di ringraziamento per l'aiuto dato, Jack viene invitato alla cena di Natale. Richard e Jack fingono di incontrarsi per la prima volta e si lanciano strane occhiate di intesa. I due, oltretutto, sembrano essere in combutta con la fidanzata di Davis.
- Guest star: Cotter Smith (Richard Davies), Liz Vassey (dott. Carrie Allen), Eric Christian Olsen (Jensen Ritchie), Lizzy Caplan (Avery Bishop), Parry Shen (Tyler Li).
- Ascolti USA: telespettatori 7 080 000[senza fonte]